# Número de Rayo
El número de Rayo es un enorme número grande llamado así por su creador, el profesor mexicano Agustín Rayo. Se propuso para ser el número finito más grande que alguna vez se haya nombrado. Originalmente fue definido en un "duelo de números grandes" en el MIT, el 26 de enero de 2007.

## Definición
El número Rayo ({\displaystyle 10^{100}}) se define como el menor número que sea más grande que cualquier número que pueda ser nombrado por una expresión en el lenguaje de la teoría de conjuntos de primer orden con menos de un gúgol ({\displaystyle 10^{100}}) de símbolos. También se podría entender que el número de Rayo es mayor que los números que se pueden escribir como máximo con {\displaystyle 10^{100}} símbolos matemáticos o menos. La existencia del número de Rayo se deduciría del teorema del buen orden de Zermelo aplicado al conjunto infinito de números demasiado grandes o complejos para ser descritos con menos de {\displaystyle 10^{100}} símbolos.

La definición formal del número utiliza la siguiente fórmula de segundo orden, donde [φ] es una fórmula en la numeración de Gödel y s es una asignación para las variables:

Para todo R { 

{para cualquier fórmula codificada [ψ] y cualquier asignación variable t 

(R([ψ],t) ↔

(([ψ] = "xi ∈ xj" ∧ t(xi) ∈ t(xj)) ∨

([ψ] = "xi = xj" ∧ t(xi) = t(xj)) ∨

([ψ] = "(∼θ)" ∧ ∼R([θ],t)) ∨

([ψ] = "(θ∧ξ)" ∧ R([θ],t) ∧ R([ξ],t)) ∨ 

([ψ] = "∃xi (θ)" and, for some an xi-variant t' of t, R([θ],t'))

)}   → 

R([φ],s)} 

Con esta fórmula, el número de Rayo está definido como:
El menor número que sea más grande que cualquier número finito m con la siguiente propiedad: hay una fórmula φ(x1) en el lenguaje de la teoría de conjuntos de primer orden (como se presenta en la definición de 'Sat') con menos de un googol de símbolos y cuando x1 es la única variable libre tal que: (a) hay una asignación de variables s asignando m a x1 tal que Sat([φ(x1)],s), y (b) para cualquier asignación de variables t, si Sat([φ(x1)],t), entonces t asigna m a x1.

## Explicación
- Para explicar el número de Rayo, primero debemos demostrar que el número 0 es un número es un resultado de la función de Rayo definida un poco más abajo. En el sistema ordinal 0 es igual a {\displaystyle \lbrace \rbrace }.

- Para obtener el 0 necesitamos obtener el conjunto vacío, en teoría de conjuntos 0 sería el conjunto vacío ({\displaystyle \emptyset }) (Ordinales de Von Neumann). {\displaystyle 0=\emptyset =(\neg \exists x_{2}(x_{2}\in x_{1}))}. Está expresión quiere decir: no tenemos elementos, por lo tanto lo que tenemos es el conjunto vacío.
- Para obtener el 1 necesitamos que el conjunto tenga un elemento en teoría de conjuntos: {\displaystyle 1=\lbrace \emptyset \rbrace =(\exists x_{2}(x_{2}\in x_{1}))\land (\neg \exists x_{2}((x_{2}\in \ x_{1}\land \exists x_{3}(x_{3}\in x_{2}))))}.

Con el 1 y el 0 vemos que hay un patrón a seguir, este patrón sería una especie de encadenamiento. Finalmente con este patrón podemos definir cada número natural usando este método. El cual nos permite escribir el número n en {\displaystyle \mathrm {O} (n^{2})} símbolos. 

- Con todo esto definiremos como la función Rayo: La función Rayo (en este caso {\displaystyle {\text{Rayo}}(n)}) como el entero más pequeño no negativo más grande que todos los enteros no negativos que se puedan nombrar con Rayo en al menos {\displaystyle n} símbolos.

- Ejemplos de números obtenidos con el número de rayo:

{\displaystyle 0=\emptyset =(\neg \exists x_{2}(x_{2}\in x_{1}))} (Para calcular el 0 necesitaríamos 10 símbolos). 

{\displaystyle 1=\lbrace \emptyset \rbrace =(\exists x_{2}(x_{2}\in x_{1}))\land (\neg \exists x_{2}((x_{2}\in \ x_{1}\land \exists x_{3}(x_{3}\in x_{2}))))} (Para calcular el 1 necesitaríamos 30 símbolos). 

## Posibilidad de cálculo de la función Rayo
Dejando que el número de símbolos abarque los números naturales, obtenemos una función Rayo {\displaystyle (n)} que crece muy rápidamente. El número de Rayo es Rayo {\displaystyle (10^{100})} . La función de Rayo es una incomputable en el sentido de Turing-Church, lo que significa que es imposible que una máquina de Turing (y, según la tesis de Church-Turing, cualquier ordenador moderno) calcule {\displaystyle {\text{Rayo}}(n)}.[cita requerida]